# Union Township (comté de Polk, Missouri)
Union Township est un ancien township, situé dans le comté de Polk, dans le Missouri, aux États-Unis,.
Le township est créé à partir de la fusion de deux autres townships, d'où son nom.

### Source de la traduction
- (en) Cet article est partiellement ou en totalité issu de l’article de Wikipédia en anglais intitulé « Union Township, Polk County, Missouri » (voir la liste des auteurs).